# HD 46184
HD 46184，又名BD-12 1518，SAO 151602、HR 2379，是一颗恒星，视星等为5.15，位于銀經221.81，銀緯-10.01，其B1900.0坐标为赤經6h 26m 44.4s，赤緯-12° -10.01′ 15″。